# Hans Peter Schnitler Krag
Hans Peter Schnitler Krag, född 16 november 1794 i Meldals socken, död 18 juli 1855 i Eidsvoll, var en norsk präst och historiker. Han var far till Peter Rasmus, Hans Hagerup och Ole Herman Krag.
Krag blev student 1814, tog 1819 teologisk ämbetsexamen och innehade därefter prästerliga befattningar i åtskilliga delar av landet, Stod (ingår numera i Steinkjer), Namdalen, Gudbrandsdalen, Fredrikshald och Eidsvoll. Han grundlade 1849 Eidsvollgalleriet.